# Marble Falls
Marble Falls es una ciudad ubicada en el condado de Burnet en el estado estadounidense de Texas. En el censo de 2010 tenía una población de 6 077 habitantes y una densidad poblacional de 192,21 personas por km².

## Geografía
Marble Falls se encuentra ubicada en las coordenadas 30°34′42″N 98°16′10″O / 30.57833, -98.26944. Según la Oficina del Censo de los Estados Unidos, Marble Falls tiene una superficie total de 31.62 km², de la cual 29.97 km² corresponden a tierra firme y (5.21%) 1.65 km² es agua.

## Demografía
Según el censo de 2010, había 6.077 personas residiendo en Marble Falls. La densidad de población era de 192,21 hab./km². De los 6.077 habitantes, Marble Falls estaba compuesto por el 83.12% blancos, el 3.93% eran afroamericanos, el 0.67% eran amerindios, el 0.79% eran asiáticos, el 0.02% eran isleños del Pacífico, el 9.12% eran de otras razas y el 2.35% pertenecían a dos o más razas. Del total de la población el 27.86% eran hispanos o latinos de cualquier raza.